# آندریا تکیو
آندریا تکیو (انگلیسی: Andrea Tecchio؛ زادهٔ ۲ فوریهٔ ۱۹۸۷) بازیکن فوتبال اهل ایتالیا است.
از باشگاه‌هایی که در آن بازی کرده‌است می‌توان به باشگاه فوتبال ویچنزا اشاره کرد.